# Wojciech Jastrzębiec
Wojciech Jastrzębiec armoiries Jastrzębiec, né en 1362 à Łubnice et mort en 1436 à Mnichowice, est un homme politique polonais et ecclésiastique.
Wojciech Jastrzębiec fut évêque de Cracovie et de Poznań. Il a également occupé des postes importants à la cour du roi Ladislas II Jagellon de la Pologne ainsi qu'auprès de la reine Hedwige Ire de Pologne.
Le 26 avril 1399, il a été ordonné archevêque de Gniezno. Toutefois, il a renoncé à ce poste sur l'insistance du roi. Wojciech Jastrzębiec est l'auteur de nombreux ouvrages religieux.
Il est devenu la personnalité religieuse qui couronna le nouveau roi de Pologne Ladislas III Jagellon lors de la cérémonie qui eut lieu dans la cathédrale du Wawel le 25 juillet 1434.
En 1435, en tant que primat de Pologne, Wojciech Jastrzębiec représenta la Pologne lors de l'accord de Paix de Brest conclut avec les Chevaliers teutoniques.